# Bancroft (Nebraska)
Bancroft é uma vila localizada no estado americano de Nebraska, no Condado de Cuming.

## Demografia
Segundo o censo americano de 2000, a sua população era de 520 habitantes.
Em 2006, foi estimada uma população de 488, um decréscimo de 32 (-6.2%).

## Geografia
De acordo com o United States Census Bureau, a localidade tem uma área de 0,9 km², sem área coberta por água. Bancroft localiza-se a aproximadamente 408 m acima do nível do mar.

## Localidades na vizinhança
O diagrama seguinte representa as localidades num raio de 24 km ao redor de Bancroft.